# Tilecuș
Tilecuș (węg. Telkesd) – wieś w Rumunii, w okręgu Bihor, w gminie Tileagd. W 2011 roku liczyła 856 mieszkańców.